# Aristide Pozzali
Aristide Pozzali (Cremona, 12 ottobre 1931 – Cremona, 16 gennaio 1979) è stato un pugile italiano, olimpionico a Helsinki 1952 e, tra i professionisti, campione italiano dei pesi mosca (1955) e sfidante al titolo europeo. È stato l'unico pugile italiano a potersi vantare di aver battuto il futuro campione del mondo Salvatore Burruni, sia pure agli inizi della carriera.

## Biografia

### Carriera da dilettante
Tra i dilettanti vinse i Giochi del Mediterraneo 1951, ad Alessandria d'Egitto nei pesi mosca e, soprattutto, i Campionati europei a Milano. In tale occasione batté nei preliminari il tedesco dell'ovest Josef Frankreiter, nei quarti di finale mise KO l'austriaco Hans Schmoellerl, in semifinale il finlandese Pentti Hämäläinen, futuro campione olimpico dei gallo nel 1952 a Helsinki e in finale l'olandese Hendrik van der Zee.
Fu Campione d'Italia dei mosca nel 1952 a Trieste e, nei pesi gallo, nel 1953 a Bologna e nel 1954 a Grosseto. Rappresentò l'Italia alle Olimpiadi di Helsinki del 1952 ma, dopo aver battuto ai punti l'irlandese Andrew Reddy, fu sconfitto negli ottavi di finale dal sovietico Anatoliy Bulakov.

### Carriera da professionista
Passò professionista nel 1954. Dopo 19 incontri, con 18 vittorie e una sola sconfitta per squalifica, il 13 novembre 1955 Pozzali incrociò i pugni, nella sua Cremona, con Fabio Lombardozzi per l'attribuzione del titolo italiano vacante dei pesi mosca. Lo travolse alla seconda ripresa conquistando la cintura di Campione d'Italia. 
Soltanto un anno dopo, Pozzali salì sul ring del Palaghiaccio di Milano per sfidare l'ispano-francese José Alvarez, per una virtuale semifinale al titolo europeo della categoria. Lo mise KO al quarto round e si aggiudicò la chance di combattere per la cintura europea
. Purtroppo il 2 marzo 1957, al Padiglione 3 della Fiera di Milano, i suoi sogni s'infransero di fronte ai pugni dello spagnolo Young Martín che lo sconfisse per KO alla quarta ripresa.
Seguirono alcuni sfortunati incontri all'estero. Pareggiò a Casablanca con il mediocre Charles Bohbot, che non vinceva da quattro anni e da lui già battuto in precedenza. Fu sconfitto a Caracas, ai punti, dal venezuelano Ramon Arias, poi aspirante al titolo mondiale dei pesi gallo. A Cremona non andò oltre il pari contro l'astro nascente ispano-marocchino Mimoun Ben Ali.
Il 15 febbraio 1958 Pozzali riuscì a battere, ai punti, il futuro Campione del Mondo Salvatore Burruni, al suo settimo incontro da professionista. Sarà l'unico italiano a riuscirci in dodici anni di carriera professionistica del campione di Alghero. Dopo un'ultima vittoria, a Modena, contro Stefano Urbani, si ritirò dal pugilato, a soli ventisei anni.